# Католицизм в Катаре

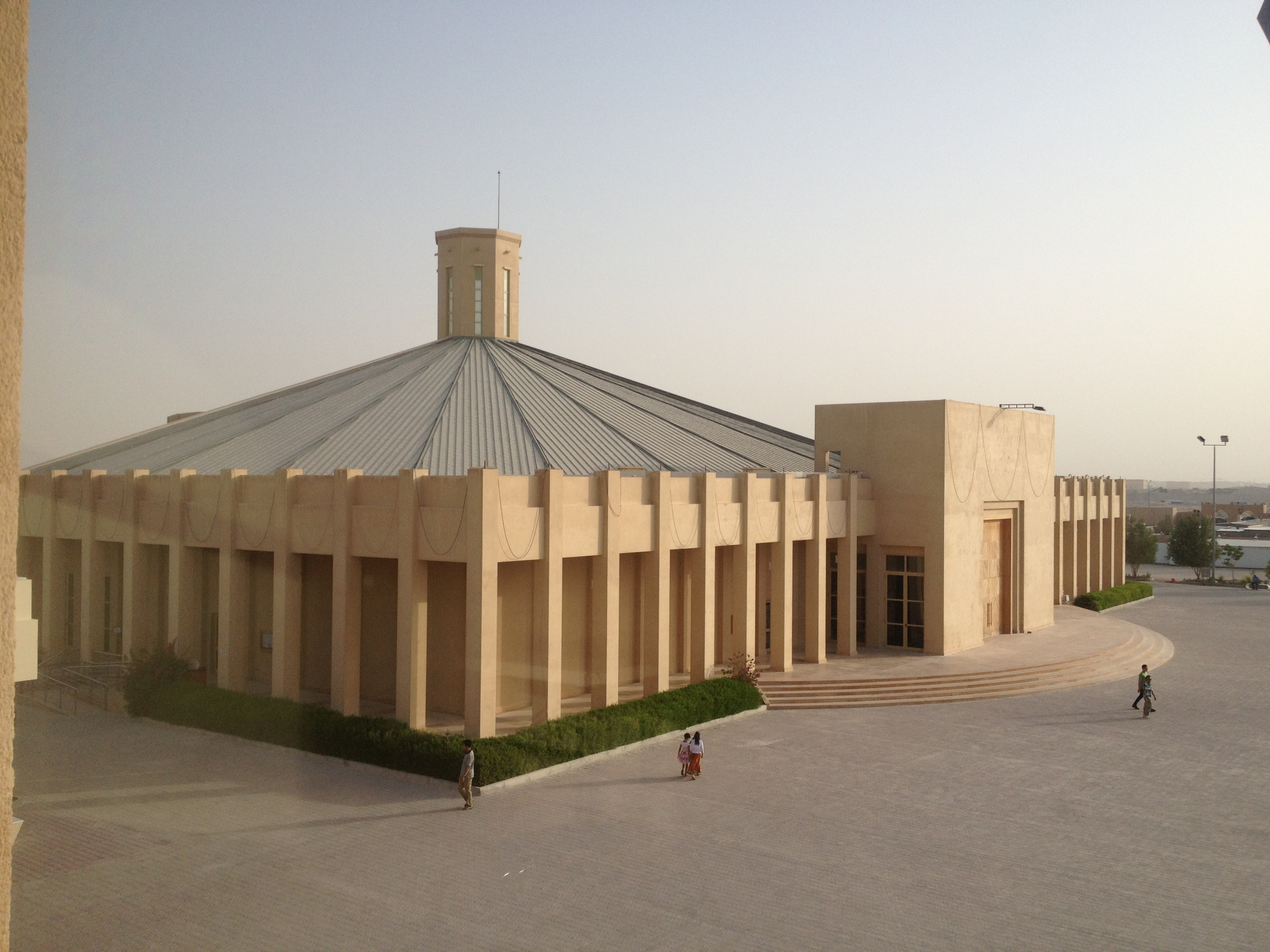
Макет строящегося храма

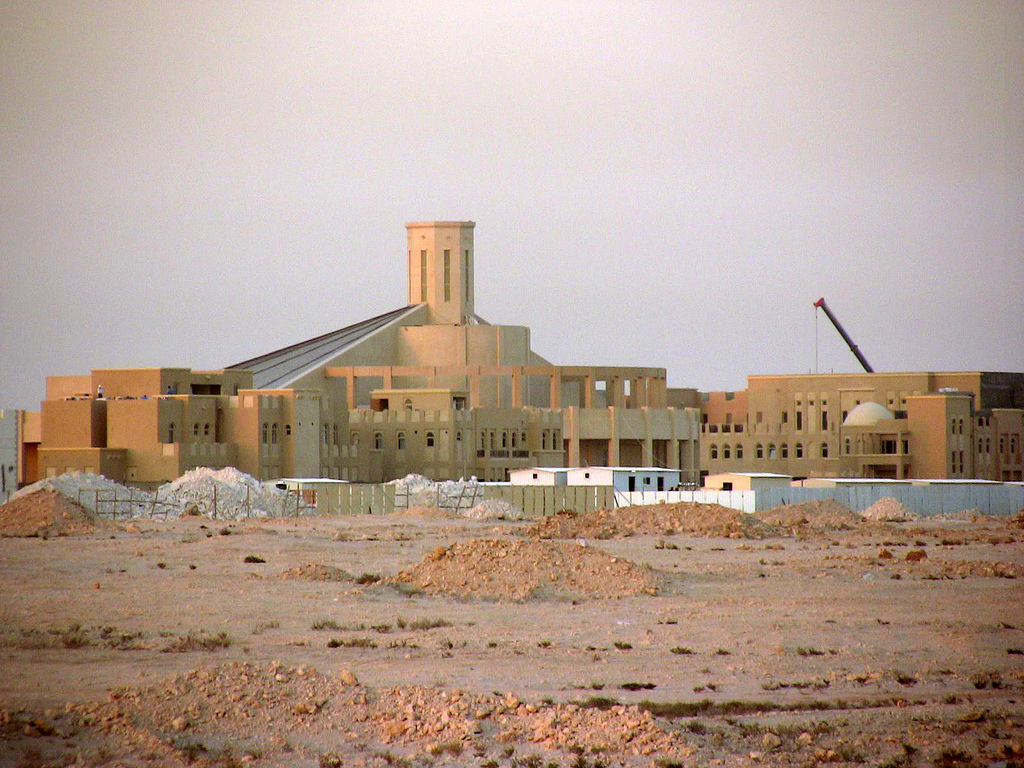
Церковь Пресвятой Девы Марии Святого Розария в Дохе в период строительства

Католицизм в Катаре. Католики Катара являются частью всемирной Католической Церкви и принадлежат юрисдикции Апостольского викариата Северной Аравии, который кроме Катара также распространяется на Бахрейн, Кувейт и Саудовскую Аравию.
Конституция Катара закрепляет за исламом статус государственной религии, однако предусматривает свободу частных богослужений и запрещает дискриминацию на основе религии. Миссионерство среди мусульман строго запрещено, общественные богослужения ограничены.
По оценкам Всемирной книги фактов ЦРУ христиане составляют около 8,5 % населения Катара (~ 185 тысяч человек), однако католические источники приводят цифры в 200—300 тысяч только католиков. Большинство католиков Катара — трудовые мигранты из-за рубежа, главным образом из Филиппин, Индии и Ливана.
В период после иранской революции, богослужения любых неисламских религий в Катаре были запрещены, католики молились по домам. В 1995 году новый эмир Хамад бин Халифа Аль Тани предоставил христианам свободу вероисповедания и разрешил ограниченный въезд священников. С этого времени вплоть до освящения церкви Пресвятой Девы Марии Святого Розария мессы проводились в небольшой часовне при доме священника.
В 2003 году были установлены дипломатические отношения между Катаром и Святым Престолом.
Единственный католический приход Катара — приход Пресвятой Девы Марии Святого Розария в Дохе, окормляемый в настоящее время священниками из Индии и Филиппин, принадлежащими к ордену францисканцев-капуцинов. Большим событием для христиан Катара и всего Аравийского полуострова стало строительство церкви Пресвятой Девы Марии Святого Розария. Церковь стала первым христианским храмом в истории Катара, на её строительство делались пожертвования католиками всего Аравийского полуострова. Участок земли под строительство церкви пожертвовал лично эмир Хамад бин Халифа Аль Тани, однако правительство страны настояло на том, чтобы во внешнем оформлении церкви отсутствовали изображения креста. 14 марта 2008 года церковь была освящена префектом Конгрегации евангелизации народов кардиналом Иваном Диасом. Церковь вмещает около 5 тысяч человек, однако на церемониях открытия и освящения присутствовало около 15 тысяч верующих.